# Bakir Farrachowitsch Farchutdinow
Bakir Farrachowitsch Farchutdinow (russisch Бакир Фаррахович Фархутдинов; * 15. Mai 1925; † 2008) war ein sowjetischer Gewichtheber.

## Werdegang
Bakir Farchutdinow stammte aus der Kaukasus-Region, war Berufssoldat und Angehöriger von Dynamo Moskau. Mit dem Gewichtheben hatte er in der Armee begonnen, weil er klein und leicht war und deshalb eine Sportart mit Gewichtsklasseneinteilung suchte. Während seiner ganzen Laufbahn startete er in der leichtesten Gewichtsklasse, dem Bantamgewicht bis 56 kg Körpergewicht. Bei Dynamo Moskau hatte er sehr gute Trainingsbedingungen und konnte dies zum Gewinn der Welt- und Europameisterschaft 1954 in Wien nutzen. Zu einem Einsatz bei Olympischen Spielen kam er aber nicht. Iwan Udodow und Wladimir Stogow versperrten ihm den Weg dazu.

## Internationale Erfolge
- 1951, 1. Platz, Welt-Jugendfestspiele in Berlin, Ba, mit 282,5 kg, vor Karel Saitl, Tschechoslowakei, 257,6 kg;
- 1953, 1. Platz, Welt-Jugendfestspiele in Bukarest, Ba, mit 305 kg, vor Saitl, 272,5 kg und Nikolov, Bulgarien, 255 kg;
- 1954, 1. Platz, WM + EM in Wien, Ba, mit 315 kg, vor Mahmoud Namdjou, Iran, 307,5 kg und Ali Mirzahi, Iran, 302,5 kg, EM-Wertung: 1. Platz, vor Josef Schuster, Deutschland, 272,5 kg.

## UdSSR-Meisterschaften
- 1952, 2. Platz, Ba, mit 297,5 kg;
- 1953, 1. Platz, Ba, mit 307,5 kg, vor Churomski, 300 kg und Roman, 297,5 kg;
- 1954, 3. Platz, Ba, mit 310 kg, hinter Stogow, 317,5 kg und Vilkhovsky, 315 kg;
- 1955, 3. Platz, Ba, mit 315 kg;
- 1959, 2. Platz, Ba, mit 322,5 kg, hinter Stogow, 327,5 kg und vor Uljanow, 320 kg.